# جان چرچیل
جان چرچیل (انگلیسی: John Churchill, 1st Duke of Marlborough; ۲۶ مهٔ ۱۶۵۰ – ۱۶ ژوئن ۱۷۲۲ (۷۲ ساله)) سیاست‌مدار اهل پادشاهی بریتانیای کبیر بود.
وی همچنین برندهٔ جوایزی همچون نشان بند جوراب شده‌است.